# Austeucharis piceicornis
Austeucharis piceicornis är en stekelart som först beskrevs av Walker 1862.  Austeucharis piceicornis ingår i släktet Austeucharis och familjen Eucharitidae. Inga underarter finns listade.